# San Carlos (Arizona)
San Carlos is een plaats (census-designated place) in de Amerikaanse staat Arizona, en valt bestuurlijk gezien onder Gila County.

## Demografie
Bij de volkstelling in 2000 werd het aantal inwoners vastgesteld op 3716.

## Geografie
Volgens het United States Census Bureau beslaat de plaats een oppervlakte van
23,0 km², waarvan 22,9 km² land en 0,1 km² water. San Carlos ligt op ongeveer 800 m boven zeeniveau.

## Plaatsen in de nabije omgeving
De onderstaande figuur toont nabijgelegen plaatsen in een straal van 40 km rond San Carlos.